# Bianca
A Bianca (régi neve Egri csillagok 40) egy szőlőfajta. Az Eger 2 (seyve-villard 12375 magvetéséből) és a Bouvier keresztezésével Csizmazia Darab József és Bereznai László állította elő; fajhibrid.

## Jellemzője
Fürtje közepes méretű, kb. 120 g, henger alakú, laza. Bogyói kicsik, gömbölyűek, zöldessárga színűek, hamvasak, vastag héjúak, lédúsak, érett állapotban különösen ellenfénybe a magvak áttetszenek a bogyóhéjon. Korai érésű, rövid tenyészidejű. Növekedési erénye jó, de a terhelésre érzékenyen reagál. Általában bőven terem, de a virágzáskori hűvös, csapadékos időjárás hatására rosszul köt. Másodtermést alig nevel. Magas cukortartalommal érik be, a mustfok szinte mindig meghaladja a 18 fokot, időben szüretelve savtartalma kellemes, megkésett szüret esetén lelágyulhat.
Kitűnően tűri a téli fagyot, a szárazságra viszont érzékeny. A gombabetegségre nem érzékeny nem rothad. Alkalmas környezetkímélő, illetve bioszőlő-termesztésre. Magasművelésre alkalmas, elsősorban azokra, amelyeken a fattyúhajtás-képződést nem teszi lehetővé (Guyot művelésmód, ernyő). 6-8 rügy/négyzetméter terheléssel kielégítően terem.
Lédús bogyójának köszönhetően a feldolgozás során a kinyert lé %-a magas. Elsősorban reduktív típusú borok előállítására alkalmas. Bora diszkréten illatos, finom savtartalmú, extraktban gazdag, kellemes zamatú.
Borkészítési nehézségeit a fajta nagy felületen való elültetése után diagnosztizálták. Hatékony megoldást azóta sem találtak, a lebomlásra hajlamos sav összetétel és a jellegzetes "Bianca illat/íz"  a mai napig probléma, ezért fajta borként nagyon ritkán fordul elő kereskedelmi forgalomban, házasításokban használják.